# 茹蒂
22°51′39″S 54°36′10″W / 22.86083°S 54.60278°W
茹蒂（葡萄牙語：Juti），是巴西的城鎮，位於該國西部，由南馬托格羅索州負責管轄，始建於1987年12月14日，面積1,585平方公里，海拔高度373米，2010年人口5,900，人口密度每平方公里3.72人。